# Corrida Internacional de São Silvestre de 1955
A Corrida Internacional de São Silvestre de 1955 foi a 31ª edição da prova de rua, realizada no dia 31 de dezembro de 1955, no centro da cidade de São Paulo, a largada aconteceu as 23h45m, a prova foi de organização da Cásper Líbero e A Gazeta Esportiva.
O vencedor foi o britânico Kenneth Norris, com o tempo de 22m18.

## Percurso
Av. Cásper Líbero até o Edifício Palácio da Imprensa – Rua da Conceição, com 7.400 metros.

## Resultados

#### Masculino
- 1º Kenneth Norris (Reino Unido) - 22m18s

### Participações
- Participantes: 1819 atletas
- Chegada: 288 atletas chegaram 5 minutos após a passagem do campeão.[3]

## Ligações Externas
- Sítio Oficial (em português)